# Banco Ambrosiano
Banco Ambrosiano ist eine ehemalige Mailänder Bank. Sie verschmolz nach einem Skandal im Jahr 1982 mit der Banca Cattolica del Veneto unter dem Namen Nuovo Banco Ambrosiano.

## Geschichte
Das Bankhaus wurde 1896 in Mailand von Giuseppe Tovini, einem katholischen Rechtsanwalt aus Valcamonica gegründet und nach dem Bischof Ambrosius von Mailand benannt. Es war als kirchliches Gegengewicht zu den säkularen Banken gedacht, unter anderem war ein Neffe von Papst Pius XI. Aufsichtsratsvorsitzender der Bank. In den 1960er-Jahren expandierte die Bank und eröffnete unter anderem eine Holdinggesellschaft in Luxemburg. Direktor war Carlo Canesi, der seinen langjährigen Mitarbeiter Roberto Calvi förderte. Dieser wurde 1971 Generaldirektor und 1975 Aufsichtsratsvorsitzender. Unter seiner Regie expandierte die Bank weiter und gründete Niederlassungen in Südamerika und auf den Bahamas. Hauptaktionär der Bank war in den 1970er-Jahren die Vatikanbank. 1976 kam es zur ersten Krise, die durch die Machenschaften von Michele Sindona und der insolventen Franklin National Bank ausgelöst wurde.
Die Bank entstand Ende der 1980er-Jahre als Nuovo Banco Ambrosiano wieder. Nach einer Fusion mit der Banca Cattolica del Veneto firmierte sie für einige Zeit unter Banco Ambrosiano Veneto (auch „Banco Ambroveneto“ genannt). Nach der Fusion mit der Mailänder Sparkasse Cassa di Risparmio delle Provincie Lombarde ging sie 1998 in der neuen Großbank Banca Intesa auf.
Die Banco Ambrosiano Holding, Luxemburger Zweig der Bank, wurde 23 Jahre nach ihrer richterlichen Liquidation im Jahr 1982, endgültig im März 2005 aufgelöst. Nach einer Benachrichtigung der Caisse des consignations im Mémorial vom 2. Januar 2012 werden die verbliebenen Guthaben nach dem 29. Juli 2012 der Staatskasse zugeführt.

## Banco-Ambrosiano-Skandal
Die Bank spielte eine wichtige Rolle in der Verschwörung um die Propaganda Due (P2) in Italien in den 1970er- und 1980er-Jahren. Während der späteren Untersuchung der Unregelmäßigkeiten in der Banco Ambrosiano wurde herausgefunden, dass ihr Präsident Roberto Calvi und seine Helfer mehr als 200 „Geisterbanken“ (Briefkastengesellschaften) gegründet hatten, um die Transaktionen zu verschleiern. Eine Bank auf den Bahamas, die Cisalpina, spielte dabei eine Schlüsselrolle. Die Bank diente offenbar der Geldwäsche, um Kokaingelder aus Lateinamerika mit Hilfe der World Finance Corporation in Miami in die legalen Finanzmärkte einzuschleusen.
Die Cisalpina wurde neben Calvi vom Erzbischof Paul Casimir Marcinkus verwaltet, dem Chef der vatikanischen Bank Istituto per le Opere di Religione, die ihrerseits an der Ambrosiano beteiligt war. Die illegalen Aktivitäten gerieten jedoch offensichtlich außer Kontrolle. Ein milliardenschweres Finanzloch bei der Ambrosiano entstand; die Bank war damit eigentlich am Ende. 1972 wurde die Idee entwickelt, dieses Loch durch gefälschte Wertpapiere zu stopfen. Zum Ankauf sollten 950 Millionen US-Dollar aufgewendet, die Papiere offensichtlich durch die Mafia besorgt werden.
Der Präsident der Bank, Roberto Calvi, wurde 1982 wegen Geldwäsche, Unterschlagung und Beteiligung an einer langen Liste politischer und finanzieller Verbrechen angeklagt, zusammen mit Michele Sindona (Präsident der Franklin National Bank) und Erzbischof Marcinkus.
Calvi tauchte unter; er wurde am 18. Juni 1982 tot an einem Strick hängend unter der Blackfriars Bridge in London gefunden, die Taschen mit Ziegelsteinen gefüllt. Am selben Tag stürzte Calvis Sekretärin, Graziella Corrocher, aus einem Fenster der Bank in Mailand zu Tode. In beiden Fällen wurde sowohl von Suizid als auch von Mord gesprochen.
Die Bank brach 1987 zusammen; der Vatikan bezifferte die Höhe der uneintreibbaren Außenstände mit rund drei Milliarden US-Dollar.
Licio Gelli, Gründer der Loge P2, wurde auf der Flucht in der Schweiz verhaftet, konnte aber aus Schweizer Haft fliehen und nach Verfolgungsverjährung wieder in seine Heimat Italien zurückkehren. Bei der Aufklärung des Gesamtkomplexes kamen fünf Steuerfahnder der Guardia di Finanza ums Leben.

## Filme und Filmzitate
- 1990: Der Pate III. – Der Film basiert in Teilen auf dem Buch In God’s Name (Im Namen Gottes?) von David Yallop. Die Figur des Frederick Keinszig wurde dabei an Roberto Calvi angelehnt; diejenige des Erzbischofs Gilday an Paul Marcinkus.
- 2002: I Banchieri di Dio: Il caso Calvi (in etwa: „Gottes Bankiers: Der Fall Calvi“), Regie: Giuseppe Ferrara, Italien.
- 2008: Il Divo – La Spettacolare Vita Di Giulio Andreotti Regie: Paolo Sorrentino, Italien 2008